# Thomas Sankara
Thomas Isidore Noël Sankara (ur. 21 grudnia 1949 w Yako, zm. 15 października 1987 w Wagadugu) – wojskowy i polityk Górnej Wolty, ostatni prezydent Górnej Wolty i pierwszy prezydent Burkiny Faso.

## Życiorys
Urodził się w niezamożnej rodzinie grupy etnicznej Silmi-Mossi. Jego ojciec Joseph pracował jako żandarm. Rodzice Sankary byli gorliwymi katolikami, stąd chcieli aby został on księdzem, on zdecydował się jednak rozpocząć karierę wojskową. Pierwsze szkolenie wojskowe przeszedł w 1966 roku w trakcie nauki w szkole średniej, a w 1969 roku zaciągnął się. W 1970 roku, 20-letni Sankara został wysłany na szkolenie oficerskie na Madagaskar. Na wyspie był świadkiem rewolty (1971–72) która obaliła neokolonialny rząd. W tym czasie został awansowany do stopnia kapitana. Zdaniem obserwatorów to pobyt na Madagaskarze wpłynął na ukształtowanie się w młodym oficerze wyraźnie lewicowych i marksistowskich poglądów. W 1972 roku trafił na szkolenia spadochroniarskie we Francji, gdzie ponownie natknął się na lewicowe idee. W Europie nawiązał kontakty z radykalnymi afrykańskimi studentami.
W 1974 roku powrócił do Górnej Wolty i zaczął aktywnie uczestniczyć w spotkaniach różnych grup lewicowych i związków zawodowych. Spotkania odbywały się w tajemnicy, prawo bowiem zabraniało wszelkich zgromadzeń grup sprzeciwiających się rządowi. W tym samym roku wziął udział w wojnie granicznej z Mali, odwaga, jaką się wykazał w trakcie walk, przyniosła mu w kraju sławę bohatera. W 1976 roku został dowódcą centrum szkoleniowego armii. Dwa lata później zaprzyjaźnił się z kapitanem Blaise Compaoré, którego poznał w trakcie wizyty w Maroku. Przyjaciele utworzyli w centrum szkoleniowym tak zwaną republikę ludową – grupę która pomogła im zbudować silną pozycję w szeregach sił zbrojnych.
W 1980 roku w wyniku wojskowego puczu wszedł w skład rządu. 9 września 1981 roku został mianowany Sekretarzem Stanu ds. Informacji. Sankara coraz głośniej krytykował juntę Saye Zerbo. Oficer w proteście przeciwko zakazowi organizowania strajków i innym antyzwiązkowym ustawom (obejmowały zakaz działalności związkowej), w geście protestu zrezygnował z urzędu 12 kwietnia 1982 roku. Po dymisji w trybie natychmiastowym został internowany wraz z dwójką innych oficerów – Henri Zongo oraz Blaise Compaoré. Junta pułkownika Zerbo została obalona 7 listopada 1982 roku w wyniku kolejnego puczu. Nowym szefem państwa został komendant Jean-Baptiste Ouédraogo. Jego pojawienie się na pierwszym planie sceny politycznej, wydało się być kompromisem pomiędzy wojskową prawicą a lewicą. Ouédraogo utworzył Radę Ocalenia Narodowego, unieważnił antystrajkowe dekrety i zezwolił związkom na działalność. Na stanowisko premiera powołał Sankarę, cieszącego się dużą popularnością pośród młodzieży i w armii.
Nowy premier popadł w konflikt z prezydentem po śmiałych wystąpieniach na wiecach politycznych z 9 i 16 kwietnia 1983 roku. W przemowach ostro wypowiedział się przeciwko korupcji. Śmiałe poglądy kapitana Sankary przyniosły mu ogromną sympatię społeczną. Zaniepokojony coraz większymi wpływami Sankary Ouédraogo postanowił wyeliminować go i resztę lewicowych wojskowych. W nocy z 16 na 17 maja bieżącego roku zapadła decyzja o aresztowaniu Sankary i internowaniu go w północnej części kraju. Pozostałym oficerom lewicowego skrzydła Rady Ocalenia Narodowego udało się zbiec. Według plotek, które narodziły się w tym czasie, w akcje przeciwko lewemu skrzydłu armii zaangażowana była administracja francuska. Francuzi mieli dążyć do eliminacji Sankary i innych lewicowców ze względu na ich bliskie konotacje z Libią. Oficjalnym powodem zatrzymania Sankary miał być rzekomy spisek, w który wojskowy był zaangażowany.
Uwięzienie Sankary wywołało sytuacje powstańczą. Na ulice miast licznie wyszli mieszkańcy, w tym młodzież studencka. Protestujący domagali się uwolnienia kapitana. 4 sierpnia Blaise Compaoré poprowadził wierne lewicy wojska na stolicę i przeprowadził pucz, który obalił Ouédraogo. Sankara został zwolniony z aresztu. Został desygnowany na prezydenta, przewodniczącego Narodowej Rady Rewolucyjnej, premiera, ministra spraw wewnętrznych i ministra bezpieczeństwa. Posiadający pełnię władzy kapitan rozpoczął proces zrywania z przeszłością kolonialną. W jej ramach w lipcu 1984 roku zmienił datę święta państwowego na 4 sierpnia (rocznicę puczu z 1983), z kolei w pierwszą rocznicę rewolucji, ogłosił zmianę nazwy z Górnej Wolty na Burkina Faso oraz zmianę hymnu narodowego i flagi.
Działania Sankary na rzecz budowania nowego ustroju, opierały się na trzech kierunkach. Pierwszy polegał na tworzenie Komitetów Obrony Rewolucji (CDR). Do ich zadań należały m.in. opieka nad lokalnymi społecznościami, organizacja sportu masowego. Drugą zasadą propagowaną przez Sankarę było narzucenie oszczędnościowego zarządzania najbardziej uprzywilejowanym, trzecią generalna troska o moralność społeczeństwa. Program polityczny Sankary został pokrótce zawarty w „Orędziu do Narodu“. Przemówienie powstało w wyniku kompromisu pomiędzy lewicą cywilną a wojskową, które pojednały się wokół wspólnego programu. Wierny socjalistycznym poglądom kapitan zapowiedział dążenie do budowy społeczeństwa opartego na wolności od niesprawiedliwości społecznej i eksploatacji imperializmu.
Zmniejszył środki podwyższające standard życia osób kierujących państwem (sam jeździł Renaultem 5, a najchętniej rowerem) oraz odrzucał kult jednostki (do końca życia pozostał przy stopniu kapitana), wiodąc skromne życie. Podjął działania w sferze edukacji i opieki zdrowia (wybudowano dużą liczbę szkół i szpitali), wspierał produkcję i konsumpcję lokalnych produktów, promował profilaktykę zdrowotną (w tym szczepienia, co przyczyniło się do wyraźnego spadku śmiertelności dzieci), uruchomił kampanię zalesienia, przeprowadził reformę rolną (nacjonalizacja ziemi i dóbr mineralnych, redystrybucja ziem rolnikom, zwiększenie cen na produkty rolnicze oraz zniesienie podatku rolnego), a także podjął działania zmierzające do równouprawnienia płci (zakaz obrzezania, regulacja poligamii, wspieranie aktywności zawodowej, zezwolenie na udział kobiet w polityce, nadanie kobietom funkcji ministerialnych i zakaz prostytucji). Podjął również działania na rzecz zwalczania korupcji.
Wiele działań Sankary okazało się być rekordowymi i pionierskimi. Zakaz obrzezania kobiet był pierwszym takim przypadkiem w Afryce. Do dziś rekord stanowi zaszczepienie 2 milionów dzieci w ciągu jednego tygodnia. Rządy Sankary uczyniły półpustynne Burkina Faso krajem samowystarczalnym żywnościowo. Otworzył pierwszy w kraju supermarket, a jako gitarzysta skomponował hymn państwa.
W polityce zagranicznej bliższe relacje nawiązał z Libią, Algierią, Angolą, Kubą, Nikaraguą oraz Ghaną (z którą planował unię). Krytykował mocarstwa zachodnie, szczególnie francuską administrację François Mitterranda. Wydalał z kraju francuskich doradców i instruktorów.
Jeszcze w 1984 roku miał miejsce nieudany pucz przeciwko jego rządom. Prezydent zginął zastrzelony w trakcie wojskowego puczu w październiku 1987 roku. Autorem zamachu był Blaise Compaoré, który określił Sankarę mianem zdrajcy rewolucji. Compaoré, który objął władzę po morderstwie Sankary, zrezygnował z polityki nacjonalizacji oraz włączył kraj do Międzynarodowego Funduszu Walutowego i Banku Światowego. Nowy rząd stopniowo porzucił prawie wszystkie postulaty okresu Sankary.

## Publikacje
- Thomas Sankara Speaks: The Burkina Faso Revolution, 1983–87, Thomas Sankara, Pathfinder Press, 1988, ISBN 0-87348-527-0.
- We Are the Heirs of the World’s Revolutions: Speeches from the Burkina Faso Revolution 1983–87, Thomas Sankara, Pathfinder Press, 2007, ISBN 0-87348-989-6.
- Women’s Liberation and the African Freedom Struggle, Thomas Sankara, Pathfinder Press, 1990, ISBN 0-87348-585-8.
- Thomas Sankara e la rivoluzione interrotta, Enrico Palumbo, «Ricerche di Storia Politica Website», 2017.